# Дјелфи
Дјелфи (фр. Dieulefit) насеље је и општина у источној Француској у региону Рона-Алпи, у департману Дром која припада префектури Валанс.
По подацима из 2011. године у општини је живело 3011 становника, а густина насељености је износила 109,81 становника/km². Општина се простире на површини од 27,42 km². Налази се на средњој надморској висини од 376 метара (максималној 969 m, а минималној 323 m).

## Демографија
| 1962. | 1968. | 1975. | 1982. | 1990. | 1999. | 2011. |
| ----- | ----- | ----- | ----- | ----- | ----- | ----- |
| 2.450 | 2.534 | 2.632 | 2.666 | 2.924 | 3.096 | 3.011 |

График промене броја становника у току последњих година